# Neostrotia mediopallens
Neostrotia mediopallens är en fjärilsart som beskrevs av George Francis Hampson 1911. Neostrotia mediopallens ingår i släktet Neostrotia och familjen nattflyn. Inga underarter finns listade i Catalogue of Life.